# Cosmic Haze
Cosmic Haze ist eine deutsche Heavy-Metal-Band.

## Geschichte
Gegründet wurde die Band 1991 in Norddeutschland als Heavy-Metal-Band unter dem Namen „Riff Raff“. 1993 erhielt die Band ihren ersten Plattenvertrag bei D&S Records und nahm in Hattingen ihre erste CD Recently Deceased auf. Riff Raff spielte innerhalb von 4 Jahren über 200 Auftritte, darunter 1994 auf dem Wacken Open Air (Bandliste), der JVA Neumünster oder im Logo in Hamburg. Da den Bandmitgliedern der Name zu sehr nach Hard Rock klang, die Musik aber immer mehr in Richtung Thrash Metal ging, wurde der Name 1995 in „Cosmic Haze“ geändert. Unter diesem Namen erschien die zweite CD Cosmic Haze, aufgenommen im Studio M in Celle. Produziert wurde die CD von Axel Morgan (Running Wild, X-Wild). Die CD wurde von der Firma Edel weltweit vertrieben und in vielen Fachzeitschriften rezensiert, u. a. im Metal Hammer. Der letzte gemeinsame Auftritt  erfolgte 1996, danach gingen die Bandmitglieder unterschiedliche musikalische und berufliche Wege. Der Gitarrist Jan Potreck spielte in der Band Juan (HH) und gründete zudem die Band Potrock. Der Bassist Sven Löbl spielte anschließend bei Endstille. Der Schlagzeuger spielte zeitweise auch in der Band Juan (HH).
Die Reunion erfolgte 2019, wieder unter dem Namen Riff Raff. Am 25. Februar 2020 gab es den ersten Auftritt nach 24 Jahren in der Pumpe in Kiel. Die Songs Brutal Indifference, Whip of Life, Are You God? und One Minute in My Head werden seit 2019/2020 (teilweise Remastered) über die Firma Tunecor digital vertrieben, u. a. auf Spotify.

## Diskografie
- 1991: Be Shit and Live (Demo-Tape)
- 1992: Deep Frustration (Demo-Tape)[1]
- 1993: Recently Deceased (Album, D&S Recording/Semaphore)
- 1995: Cosmic Haze (Album, Blue Merle / Edel)[2]